# Подколзин, Вячеслав Витальевич
Вячеслав Витальевич Подколзин (12 марта 1939, Елец, Орловская область — 5 января 2025, Воронеж) — профессор, член Общественной палаты Воронежской области, член Академии социальных и педагогических наук.

## Биография

### Детство и юность
Родился 12 марта 1939 года в Ельце. После окончания школы поступил в Воронежский педагогический институт на биолого-географический факультет.

### Научная работа
В 1971 году защитил докторскую диссертацию и стал профессором, кандидатом географических наук. Работал в ВГУ.

#### ВГПУ
С 1976 года работал в ВГПУ. Начал карьеру доцентом, затем декан естественно-географического факультета. К 1985 году являлся проректором по научной работе. С 1989 года — ректор университета.
Скончался 5 января 2025 года в Воронеже в возрасте 85 лет.